# El Jobo, Omealca
El Jobo är en ort i Mexiko.   Den ligger i kommunen Omealca och delstaten Veracruz, i den sydöstra delen av landet, 260 km öster om huvudstaden Mexico City. El Jobo ligger 385 meter över havet och antalet invånare är 512.
Terrängen runt El Jobo är varierad. Runt El Jobo är det ganska tätbefolkat, med 100 invånare per kvadratkilometer. Närmaste större samhälle är Cuitláhuac, 11,1 km nordost om El Jobo. I omgivningarna runt El Jobo växer i huvudsak städsegrön lövskog.